# رودولف فیرتل
رودولف فیرتل (انگلیسی: Rudolf Viertl; ۱۲ نوامبر ۱۹۰۲ – ۹ دسامبر ۱۹۸۱) بازیکن فوتبال اهل اتریش بود.
از باشگاه‌هایی که در آن بازی کرده‌است می‌توان به باشگاه فوتبال آستریا وین اشاره کرد.
وی همچنین در تیم ملی فوتبال اتریش بازی کرده‌است.